# Ludwig Geisenheyner
Franz Adolf Ludwig Geisenheyner (* 8. März 1841 in Potsdam; † 28. Januar 1926 in Bad Kreuznach) war ein deutscher Lehrer, Musiker und Botaniker in Herford und Bad Kreuznach. Sein offizielles botanisches Autorenkürzel lautet „Geisenh.“.

## Leben
Ludwig Geisenheyner wurde am 8. März 1841 in Potsdam geboren. Dort besuchte er von 1847 bis 1855 die Schule und anschließend, zur Vorbereitung auf die Lehrerausbildung, die Präparandenanstalt. Ab 1858 besuchte er das Lehrerseminar in Berlin und legte dort 1861 die Reifeprüfung ab. Seine erste Tätigkeit war diejenige eines Hauslehrers in Reichenberg. Dort entwickelte er ein erstes Interesse für die Pflanzenwelt und sammelte erste Herbarbelege.
Zu Ostern 1863 wechselte Geisenheyner an das Gymnasium in Herfort (Lippe), wo er über sieben Jahre lang blieb. Zum 1. Oktober 1870 wurde er an das Königliche Gymnasium in Kreuznach versetzt, wo er bis zu seiner Pensionierung im Jahr 1910 Naturgeschichte, Erdkunde, Rechnen, Geographie und Physik unterrichtete.
Am 28. Januar 1926 starb Geisenheyner nach kurzer Krankheit in Bad Kreuznach.

## Würdigung
Zu seinem 80. Geburtstag wurde Geisenheyner der Doctor philosophiæ naturalis honoris causa (Ehrendoktor der Naturwissenschaften) der Naturwissenschaftlichen Fakultät der Universität Frankfurt verliehen.
In Bad Kreuznach wurde die Dr.-Geisenheyner-Straße nach Ludwig Geisenheyner benannt.

## Schriften (Auswahl)
- Flora von Kreuznach und Umgebung. I. Theil: Tabellen zum Bestimmen der Familien u. Gattungen. In: Programm des Königlichen Gymnasiums zu Kreuznach. Ostern 1877. Onlineversion
- Flora von Kreuznach. Tabellen zum Bestimmen der im gesamten Nahethale wild wachsenden, im Grossen gebauten und am häufigsten in Gärten und Anlagen kultivierten Gefässpflanzen. Kreuznach (Reinhard Schmithals) 1881.
- Flora von Kreuznach und dem gesamten Nahegebiet unter Einschluß des linken Rheinufers von Bingen bis Mainz. 2. Auflage, Kreuznach (Ferd. Harrach) 1903.

## Biographische Quellen
- Günter Matzke-Hajek: Bibliographie Ludwig Geisenheyner (1841–1926). In: Decheniana. Verhandlungen des Naturhistorischen Vereins der Rheinlande und Westfalens 150 (1997), S. 425–437. Onlineversion
- Jörg Julius Reisek: „Meine erste Veröffentlichung hier“ – Ludwig Geisenheyner publizierte 1872 im „Volksblatt für Rhein und Nahe“. In: regionalgeschichte.net. 5. Juli 2010, abgerufen am 19. Juli 2025.
- Christof Nikolaus Schröder: «Franz Adolf Ludwig Geisenheyner». Biogramm. In: CNSflora. 14. Juli 2023, abgerufen am 19. Juli 2025.